# Wałsnów (Mazovie)
Pour les articles homonymes, voir Wałsnów.
Wałsnów [ˈvau̯snuf] est un village polonais de la gmina de Orońsko, du powiat de Szydłowiec et dans la voïvodie de Mazovie dans le centre-est de la Pologne.
Il est situé à environ 3 kilomètres au sud-ouest de Orońsko, 11 kilomètres au nord-est de Szydłowiec et à 102 kilomètres au sud de Varsovie.